# Анна Ласкарис
Анна Ласкарис (итал. Anne Lascaris; ноябрь 1487 — 1554) — итальянская аристократка.

## Биография
Дочь и наследница Жана Антуана  де Ласкариса, владетельного графа Тенды, и его жены Изабеллы д’Англюр.
В 1498 году, в 10-летнем возрасте, была выдана замуж за французского аристократа Луи де Клермона, но не позднее сентября 1501 года овдовела.
Второй раз была выдана замуж в 14 лет, в 1502 году, за Рене Савойского, графа де Виллара, внебрачного сына Савойского владетельного герцога Филиппа II.
После смерти отца (13 августа 1509) унаследовала его владения — графство Тенда и несколько второстепенных синьорий.
В этот период Анна Ласкарис и её муж Рене Савойский пользовались большим влиянием, так как единокровная сестра Рене, Луиза Савойская, в то время являлась королевой-консортом Франции. Пользуясь своим положением, Рене и Анна попытались отторгнуть от владений сеньора Монако Люсьена Гримальди значительную часть сеньории Ментона, и тот вынужден был выплатить им 5 тысяч золотых экю за право дальнейшего владения своими землями.

## Дети
В браке Анны Ласкарис и Рене Савойского родились следующие дети:
- Клод Савойский (1507—1569) — граф Тенды, французский государственный деятель, в 1525—1566 годах губернатор Прованса.
- Мадлен Савойская (1510—1586) — с 1526 года жена коннетабля Франции Анна де Монморанси.
- Маргарита Савойская (ум. 1591) — жена Антуана II де Люксембург-Линьи, графа де Бриенна;
- Онора II Савойский (ум. 1580) — маршал Франции (1571), наследник графства Тенда (1572);
- Изабелла Савойская —  супруга (с 1527 года) Рене де Бастарне, графа де Бушажа.